# Uhlár
 Uhlár est un groupe multinational hongrois, filiale du leader mondial dans le domaine du roulement mécanique, SKF. Son siège social se trouve à Budapest.
Présent dans près de 15 pays, Uhlár, filiale du groupe SKF emploie près de 1 000 personnes à travers l’Europe, pour un chiffre d'affaires d'un milliard d'euros. 
Le groupe est depuis 2006 organisé en trois divisions : recherche, développement matériel médical et industriel. 